# Сумаглица
Сумаглица је појава микроскопски ситних водених капљица или хигроскопних честица у атмосфери (дим, прашина и друге), величине мање од 0,5 милиметара, које лебде у ваздуху и смањују видљивост уз тло на удаљености већој од 1 километар. По својствима се убраја у хидрометеоре, као на пример магла, и даје пределу сивкаст изглед.

## Хидрометеори
Хидрометеори су производи водене паре који у чврстом или течном стању падају на Земљу (киша, росуља, снег, град, суградица), или лебде у атмосфери (магла, сумаглица), или лебде ветром уздигнути са Земљине површине (мећава, вејавица, дим мора), или се таложе на тлу (роса, мраз, иње, поледица, снежни покривач).

## Магла и сумаглица
Као резултат кондензације или сублимације водене паре у близини Земљине површине настаје магла и сумаглица. Под маглом подразумевају се у ваздуху суспендоване капљице воде или кристали леда, који смањују видљивост на мање од 1 километар. Ако је видљивост између 1 и 2 километра, говори се о сумаглици. Сумаглицу ваља разликовати од суве мутноће настале распршивањем светла на крутим честицама које лебде у атмосфери. Та појава суве мутноће не зависи од нивоа влажности ваздуха, а појављује се пре свега изнад индустријских и градских подручја, као и у ваздушним масама које долазе из тропских пустињских предела.
Магла настаје једним од 3 процеса: испаравањем, мешањем ваздушних маса и хлађењем ваздушних слојева. Магла испаравања настаје испаравањем топлих водених маса (река, језера, мора) у релативно хладнији ваздух који струји са хладнијег копна према површини воде. Мешањем ваздушних маса различитих својстава могу такође настати магле али најјаче су такозване радијацијске магле. Оне настају турбулентним мешањем кад се површина тла и доњи слој ваздуха хладе. Нарочито повољни услови за настанак радијацијске магле јесу ведро небо или присутност само високих облака, слаби ветрови или тишина, као и почетна висока релативна влага уз тло. Радијацијске магле посебно често настају у долинама и удубљењима тла. У повољним приликама може се магла створити у току ноћи и задржати се и у раним преподневним сатима. Слој те магле није особито дебео и само ретко је дебљи од неколико стотина метара. Радијацијске магле настају при иначе сасвим лепом антициклоналном времену, пре свега током хладнијег доба године.
Адвективне магле настају уз умерене ветрове (брзина од 2 до 5 м/с) кад влажан ваздух струји изнад релативно хладније подлоге. Магле тог типа најчешће се јављају у хладнијем добу године, имају највеће дебљине (обично од 300 до 500 м, понекад и до 1 км) и дуже трају (неколико дана, па и недеља).
У поларним крајевима, а понекад и на умереним географским ширинама, појављује се ледена магла која садржи ледене кристале. Густина ледене магле је генерално много мања него густина водених магли.
Будући да је основни узрок стварања магле хлађење ваздуха, постоји због дневних промена температуре редовно и изражене дневне промене изражености магле са максимумом у раним јутарњим сатима и минимумом у послеподневним сатима.